# Огенекаро Етебо
Огенекаро Етебо (Лагос, 9. новембар 1995) нигеријски је фудбалер и члан је репрезентације Нигерије.

## Каријера
Каријеру је започео у нигеријском клубу Вари Вулвз, одакле је 2016. године прешао у португалски Феиренсе. Након полусезонске позајмице Лас Палмасу, Етебо је прешао у Стоук Сити.
За нигеријску репрезентацију је дебитовао 2013. године и освојио бронзу на Олимпијским играма 2016. године. Учествовао је и на Светском првенству 2018. године, несрећно је постигао аутогол на првој утакмици против Хрватске.

### Голови за репрезентацију
Голови Етеба у дресу са државним грбом.
| #  | Датум          | Место  | Противник | Гол | Резултат | Такмичење                                 |
| -- | -------------- | ------ | --------- | --- | -------- | ----------------------------------------- |
| 1. | 25. март 2016. | Кадуна | Египат    | 1:0 | 1:1      | Квалификације за Афрички куп нација 2017. |